# عارف غلامی
عارف غلامی(زاده ۳۰ فروردین ۱۳۷۶ در گرگان) بازیکن فوتبال اهل ایران است که در پست مدافع میانی برای باشگاه فوتبال استقلال تهران در لیگ برتر خلیج فارس بازی می‌کند.

## عملکرد باشگاهی

### سپاهان
وی برای سپاهان ۳۴ بازی انجام داده است.

### ذوب آهن
وی برای ذوب آهن در ۷ بازی به میدان رفت.

### فولاد
وی برای فولاد در ۸ بازی به میدان رفت.

### استقلال
وی در نقل و انتقالات تابستانی ۱۳۹۸ با قراردادی ۲ ساله به استقلال پیوست.

#### فصل ۲۰۱۹–۲۰۲۰
وی در هفته دوم لیگ برتر و بازی مقابل فولاد در ترکیب اصلی تیم استقلال قرار گرفت و در بازی مقابل سایپا اولین گل دوران حرفه ای خود را برای استقلال به ثمر رساند.

### ولژ موستار
در فصل  ۲۴–۲۰۲۳ وی به لیگ بوسنی رفت و برای ولژموستار بازی کرد و به دلیل مصدومیت ۷ بار بیشتر به میدان نرفت.

### تراکتور سازی
عارف غلامی پس از یک فصل حضور در خارج از کشور در فصل ۲۵–۲۰۲۴ به ایران بازگشت و به تراکتورسازی تبریز پیوست ولی دچار مصدومیت طولانی مدت شد و فصل سختی را پشت سر گذاشت و تنها چهار دیدار برای تراکتور به میدان رفت  اما با این تیم قهرمان لیگ ایران شد.

## آمار باشگاهی
| عملکرد        | عملکرد        | عملکرد        | لیگ      | لیگ      | جام      | جام      | قاره‌ای | قاره‌ای | دیگر     | دیگر     | مجموع | مجموع |
| فصل           | باشگاه        | لیگ           | بازی     | گل       | بازی     | گل       | بازی   | گل     | بازی     | گل       | بازی  | گل    |
| —             | —             | —             | لیگ برتر | لیگ برتر | جام حذفی | جام حذفی | آسیا   | آسیا   | سوپر جام | سوپر جام | مجموع | مجموع |
| ------------- | ------------- | ------------- | -------- | -------- | -------- | -------- | ------ | ------ | -------- | -------- | ----- | ----- |
| ۲۰۱۶–۲۰۱۷     | سپاهان        | لیگ برتر      | ۱۵       | ۰        | ۲        | ۰        | –      | –      | –        | –        | ۱۷    | ۰     |
| ۲۰۱۷–۲۰۱۸     | سپاهان        | لیگ برتر      | ۱۷       | ۰        | ۰        | ۰        | –      | –      | –        | –        | ۱۷    | ۰     |
| مجموع سپاهان  | مجموع سپاهان  | مجموع سپاهان  | ۳۲       | ۰        | ۲        | ۰        | –      | –      | –        | –        | ۳۴    | ۰     |
| ۲۰۱۸–۲۰۱۹     | ذوب‌آهن        | لیگ برتر      | ۷        | ۰        | ۰        | ۰        | –      | –      | –        | –        | ۷     | ۰     |
| مجموع ذوب‌آهن  | مجموع ذوب‌آهن  | مجموع ذوب‌آهن  | ۷        | ۰        | ۰        | ۰        | –      | –      | –        | –        | ۷     | ۰     |
| ۲۰۱۸–۲۰۱۹     | فولاد         | لیگ برتر      | ۸        | ۰        | ۰        | ۰        | –      | –      | –        | –        | ۸     | ۰     |
| مجموع فولاد   | مجموع فولاد   | مجموع فولاد   | ۸        | ۰        | ۰        | ۰        | –      | –      | –        | –        | ۸     | ۰     |
| ۲۰۱۹–۲۰۲۰     | استقلال       | لیگ برتر      | ۲۱       | ۱        | ۵        | ۰        | ۳      | ۰      | –        | –        | ۲۹    | ۱     |
| ۲۰۲۰–۲۰۲۱     | استقلال       | لیگ برتر      | ۲۰       | ۰        | ۳        | ۰        | ۵      | ۰      | –        | –        | ۲۸    | ۰     |
| ۲۰۲۱–۲۰۲۲     | استقلال       | لیگ برتر      | ۱۲       | ۰        | ۱        | ۰        | ۰      | ۰      | –        | –        | ۱۳    | ۰     |
| ۲۰۲۲–۲۰۲۳     | استقلال       | لیگ برتر      | ۲۲       | ۱        | ۳        | ۰        | –      | –      | ۱        | ۰        | ۲۶    | ۱     |
| مجموع استقلال | مجموع استقلال | مجموع استقلال | ۷۵       | ۲        | ۱۲       | ۰        | ۸      | ۰      | ۱        | ۰        | ۹۶    | ۲     |
| ۲۰۲۳–۲۰۲۴     | ولژ موستار    | لیگ بوسنی     | ۷        | ۰        | ۰        | ۰        | –      | –      | –        | –        | ۷     | ۰     |
| مجموع آمار    | مجموع آمار    | مجموع آمار    | ۱۲۷      | ۲        | ۱۴       | ۰        | ۸      | ۰      | ۱        | ۰        | ۱۵۰   | ۲     |

## آمار ملی

### بازی‌های ملی
تا تاریخ ۲۴ مارس ۲۰۲۲
| ایران | ایران | ایران |
| سال   | بازی  | گل    |
| ----- | ----- | ----- |
| ۲۰۲۲  | ۱     | ۰     |
| مجموع | ۱     | ۰     |

## افتخارات
استقلال تهران
- قهرمانی لیگ برتر خلیج فارس: ۰۱–۱۴۰۰
- قهرمانی سوپر جام فوتبال ایران: ۱۴۰۱
- نایب قهرمانی لیگ برتر خلیج فارس: ۹۹–۱۳۹۸
- نایب قهرمانی جام حذفی فوتبال ایران: ۹۹–۱۳۹۸
- نایب قهرمانی جام حذفی فوتبال ایران: ۰۰–۱۳۹۹
- نایب قهرمانی جام حذفی فوتبال ایران: ۰۲–۱۴۰۱

#### تراکتور
- لیگ برتر خلیج فارس (۱): ۰۴–۱۴۰۳